# 불교시보사
불교시보사(佛敎時報社)는 일제강점기 말기에 존립한 불교 언론 기관이다. 월간 신문인 《불교시보》를 발행했다.

## 개요
일본 유학파인 대승사의 김태흡이 주도하여 설립하고 1935년 8월 1일에 《불교시보》 창간호를 발간했다. 1944년 4월 15일에 발간된 제105호가 마지막이다. 타블로이드 8면으로 발행되었다.
《불교시보》는 일제 강점기의 유일한 불교계 친일 월간 신문으로 평가된다. 주로 심전개발 운동, 중일 전쟁 협력, 창씨개명 등 조선총독부의 시책을 적극 지지하는 내용이나 일본군의 전쟁 승리를 기원하는 내용을 게재했기 때문이다. 불교시보사는 신문 발행 외에도 태평양 전쟁에 대한 시국 강연회를 개최하기도 했다.

## 불교시보
《불교시보》는 창간호부터 시작하여 1937년까지는 우가키 가즈시게 조선총독이 벌이던 심전개발 운동을 협력 지지하는 내용의 보도를 했다. 1937년 중일 전쟁이 발발하자 곧바로 〈적군의 응징과 국민의 지구력〉이라는 사설을 비롯하여 조선총독 미나미 지로의 〈반도국민 협심 협력하라〉을 게재하는 등 전쟁 협력을 독려했다.
1938년 1월 1일 자에는 히로히토 천황과 고준 황후의 사진을 1면에 싣고 〈황위가 사해에 떨치다〉라는 제목의 기사를 배치했다. 이후로도 일본군 무운장구를 기원하면서 국방헌금 납부를 독려하는 기사를 매호마다 다수 게재했다. 1939년과 1940년 1월 1일에도 천황과 부인의 사진을 1면에 게재하고 친일 기사를 함께 내보냈다. 호국불교를 빙자하여 승려 지원병으로 전쟁에 나갈 것을 촉구하는 권상로의 글이나 직지사가 보국탁발로 국방헌금을 냈다는 미담 기사도 있다.
1942년부터는 노골적으로 '신앙보국 내선일체'라는 표어를 내걸었다. 그해 4월 15일에 발간된 제80호에는 싱가폴 함락을 축하하는 기사와 만주국 건국 10주년을 축하하는 사설이 실렸다. 마지막호가 된 1944년 4월 15일자에도 김태흡의 〈적국항복의 기도에 대하야〉라는 기사가 게재되었다.

## 참고자료
- 친일인명사전편찬위원회 (2004년 12월 27일). 《일제협력단체사전 - 국내 중앙편》. 서울: 민족문제연구소. 580~583쪽쪽. ISBN 8995330724.